# ぷよぷよ!! Puyopuyo 20th anniversary
『ぷよぷよ!! Puyopuyo 20th anniversary』（ぷよぷよ ぷよぷよトゥエンティース アニバーサリー）は、セガの落ち物パズル『ぷよぷよ』シリーズの20周年記念作品。2011年7月14日にニンテンドーDS版が発売され、2011年12月15日にはニンテンドー3DS、Wii、PlayStation Portableの3機種でも発売された。

## 概要
『ぷよぷよ! Puyopuyo 15th anniversary』と同様の記念作品という位置付けで、ナンバリングには含まれない。『ぷよぷよフィーバー』シリーズの世界であるプリンプタウンを舞台に、初代『ぷよぷよ』や『ぷよぷよ7』からのキャラクターも合わせて新旧24名のキャラクターが登場する。本作のキャラクターイラストは、前作『ぷよぷよ7』の三瓶映に代わって、『ぷよぷよフィーバー2【チュー!】』と『ぷよぷよ! Puyopuyo 15th anniversary』のキャラクターデザイナーを務めたNinoが再び担当し、前作までよりも輪郭線が細く描かれている。また、三瓶はアートディレクターとして引き続き担当している。
収録されているゲームルールは最初から選べるものが15種あり、その内訳は、定番ルール4種に加え、新ルール8種、復活ルール3種となっている（ルールを参照）。さらに、条件を満たすと5種の隠しルールが出現し、これらの隠しルールを含めると全20種となる。また、これらとは別に2対2で協力プレイを行う新モード「ペアでぷよぷよ」も収録された。
また、ゲームシステムとしてはニンテンドーWi-Fiコネクションを利用したWi-Fi通信によるネット対戦、初心者向けにルールの説明や連鎖の作り方を教えてくれる「がっこう」モード、上級者のための難易度の高い問題やコンピュータ相手と戦う「チャレンジ」モード、『ぷよぷよフィーバー2【チュー!】』で登場していた「ショップ」等が採用されている。ショップでは、ゲームを進めるとたまる「ポイント」と交換で、キャラやボイスや「ぷよのしゅるい」といったさまざまなおまけ要素を入手することができる。
エンディングで流れるスタッフロールの曲は前作同様『ぷよぷよのうた』となっているが、前作からテクノポップ調に若干アレンジされている。
また、前作に引き続き『アイドリング!!!』とのコラボレーションを実施。「ぷよぷよアイドリング!!!」名義による『恋の20連鎖!!』（『Don't think. Feel !!!』のC/W）が2011年7月27日に発売された。
2012年12月13日には、全機種に廉価版「スペシャルプライス」として再発売された。
2021年6月29日から7月12日にかけて大手ニュースサイト『ねとらぼ調査隊』で行われた「ぷよぷよシリーズの中で一番好きなのは？」というアンケートにおいて本作が1位に選ばれた。

## 各機種版の特徴
ニンテンドーDS版（2011年7月14日発売）
DSワイヤレス、ダウンロード対応。最大8人まで（Wi-Fiは4人まで）対戦が可能。ニンテンドーWi-Fiコネクションに対応していた（ルールは「ぷよぷよ通」、「ぷよぷよSUN」、「ぷよぷよフィーバー」のみ）。漫才デモのボイスは搭載されていない。対戦フィールド画面の表示はデフォルトでは下画面だが、設定で上画面に変更可能。
DS版は初回限定版として、30種のピンバッジとストラップを同梱した『ぷよぷよ!! アニバーサリーボックス』が発売された。
ニンテンドー3DS版（2011年12月15日発売）
実質DS版のマイナーチェンジ・改良版。後述のWii版・PSP版共に漫才デモがフルボイス化した。独自要素として、ニンテンドー3DSのカメラ機能で撮影した写真を使い、ゲーム中のフィールドに写真を設定できる「マイフィールド」機能と、ぷよのしゅるいに設定できる「マイぷよ」機能を収録。ローカルプレイのほか、ダウンロードプレイ（最大8人）、インターネットプレイ（最大4人）に対応。3DS版では対戦フィールド画面の表示がDS版とは異なり、『ぷよぷよフィーバー2』以前のDS版同様に上画面に固定されている（設定変更不可能）。一部のボイスやグラフィックの演出、漫才デモの台詞やBGMなどがDS版からわずかに変更されている（後述のWii・PSP版も同様）。また、DS版においてセレクトボタンを使用する隠しコマンド（後述の隠し連鎖ボイス、「とことん」での個別組ぷよパターン使用など）はLボタンに変更されている。
3DS版は初回限定版として、41種のキャラクターピンズを同梱した『ぷよぷよ!! アニバーサリーピンズコレクション』が発売。
後述のWii版・PSP版も含め予約特典として、歴代シリーズの曲を限定リミックスバージョンとして収録したCD「ぷよぷよ!! アニバーサリーサウンドコレクション」が付属する。
2012年11月7日にはニンテンドーeショップで一人用モードの一部のみを収録した有料の体験版『ぷよぷよ!! ミニバージョン』が配信開始。
「フリーたいせん」（CPU戦・操作キャラはアルル・アミティ・りんご・ラフィーナから選択）と「ストーリー」（りんごのみ）、「とことんれんしゅう」を収録。
Wii版（2011年12月15日発売）
最大4人同時対戦、DS版と同じくWi-Fiコネクションに対応していた。クラシックコントローラ・ニンテンドー ゲームキューブコントローラにも対応。前々作同様、1つのフィールドを使って2組の組ぷよを2人がそれぞれ同時に操作してプレイする「いっしょにぷよぷよ」、2つのリモコンで移動と回転を分担して操作する「リモコンぷよぷよ」を収録。Wiiで発売された新作のぷよぷよシリーズでは初めて、16:9のワイド画面に対応している。一方で、4:3設定の場合は、レターボックス形式での出力となる（ロゴ付のパネルが上下に付加される）。
PlayStation Portable版（2011年12月15日発売）
Wii版がベース。1台のPSPを2人で持って対戦する「1台2人対戦」や、アドホック通信対戦（最大4人）が可能。ゲームシェアリングにも対応している。UMD版のみならず、ダウンロード版も同時発売。シリーズでは初めてデータインストールに対応している。

## ルール
以下は今作でプレイできるルールやモードである。「フリーたいせん」や通信による対戦では、ルール選択後、そのルールの細かい設定変更（マージンタイム・連鎖しばり・おじゃまぷよレート・BGMの変更など）が可能。設定できる項目はルールによって異なる。また、以下の15のルールや「ペアでぷよぷよ」は、フリーたいせんなどで最初から自由にプレイが可能となっている。

### 15のルール
本作には前作『ぷよぷよ7』の「だいへんしん」ルールは収録されていないが、このルールに存在した「クイックドロップ」（組ぷよを瞬間的に接地できる操作）が、基本ルール5つ（「ぷよぷよ」「ぷよぷよ通」「ぷよぷよSUN」「ぷよぷよフィーバー」「なぞぷよ」）を除いた全てのルールで搭載されている。
ぷよぷよ
初代『ぷよぷよ』に則ったルール。左から3列目が最上段まで積み上がると敗北。組ぷよは2個組のみ。このルールでは相手から送られてきた「予告おじゃまぷよ」を減らせる「相殺」や、タテ一列分のみの隙間に入った組ぷよの上下のぷよを入れ替える「クイックターン」は不可能。また「全消し」のボーナスは発生せず、「NEXTぷよ」は一手先まで、予告おじゃまぷよは岩ぷよまでしか表示されない。
ぷよぷよ通
『ぷよぷよ通』に則ったルール。相殺あり、左から3列目が最上段まで積み上がると敗北。組ぷよは2個組のみ。このルールでは、相殺しても予告おじゃまぷよが残っている場合はその残りが相殺した直後に降ってくる。また、また、このルールや「よんてさき」「ブロック」「アクティブ」では「全消し」後の1連鎖目はおじゃまぷよが30個（岩ぷよ1個）分上乗せされる。
ぷよぷよSUN
『ぷよぷよSUN』に則ったルール。『ぷよぷよBOX』以来の登場となったが、ルールはアーケード版からWindows 95版までの『ぷよぷよSUN』に準拠している。相殺あり、左から3列目が最上段まで積み上がると敗北。組ぷよは2個組のみ。フィールドは唯一14段目（画面外に2段）まであり、敗北条件との関係上使えない左から3列目の14段目を除いて最大83個ぷよが置けるため、最大20連鎖まで可能。相殺や全消しを行うと「太陽ぷよ」が降ってくる。太陽ぷよはおじゃまぷよと同様に消すことができ、連鎖に巻き込んで消すと相手に送れるおじゃまぷよの数が増える。また、太陽ぷよを降らせたターンはおじゃまぷよは降ってこないが、相殺しても予告おじゃまぷよが残っている場合はその残りが太陽ぷよが降る直前に降ってくる。
ルール選択時に隠しコマンドを入力することで、ゲームボーイ版『ぽけっとぷよぷよSUN』に則ったルール（『ぷよぷよ通』同様、全消し後の1連鎖目において岩ぷよを送る事が可能、太陽ぷよの挙動が異なり即時発生してアクションがフィールドに反映されない、など）でプレイすることもできる。
ぷよぷよフィーバー
『ぷよぷよフィーバー』に則ったルール。相殺あり、左から3列目か4列目が最上段まで積み上がると敗北。使用キャラクターによって異なる個別の組ぷよパターンと連鎖倍率タイプが適用される。相殺をすると「フィーバーゲージ」がたまり、ゲージを満タンにすると「フィーバーモード」に突入する。また、相殺したターンはおじゃまぷよは降ってこない。なお、本作では『ぷよぷよ!』や『7』より一部のルールが再度変更され、『ぷよぷよフィーバー2』以前に近い仕様に戻された（詳細は、#ルールに関する相違点を参照）。
なぞぷよ
出題される問題（なぞぷよ）を相手より先にクリアするルール。表示された条件を先に満たしたプレイヤーのフィールドの上部に表示される「ノルマ」の数が減り、先にノルマの数だけ条件を満たしたが勝者となる。一問につき99秒の制限時間があり、時間内に誰も条件を満たさなかった場合は別の問題に切り替わる。このルールでは、ぷよを消してもおじゃまぷよは一切発生しない。組ぷよは2個組のみ。左から3列目か4列目が最上段まで積み上がった場合はフィールドがリセットされるのみで敗北にはならず、ペナルティも特に無い。また、今作ではこれまで「とことんなぞぷよ」限定だった「指定された位置でぷよを消す」問題が、対戦時にも出題されるようになった。
でかぷよラッシュ
『ぷよぷよ7』の「だいへんしん」ルールで登場したへんしんモードをベースにしたルール。ぷよのサイズが大きくなっており（フィールドが3列×6段）、同色のでかぷよを3つ以上繋げると消え、すばやく連続で消すことで連鎖数が増える「うわのせれんさ」が可能。プレイヤー全員が常に時間無制限のフィーバーモードとなり、最初から控えに用意されている予告おじゃまぷよを全て相殺すると、相手におじゃまぷよを送れるようになる。相手から送られてきた予告おじゃまぷよは組ぷよを1回落とすごとに1個ずつ降ってくるが、相殺している間はおじゃまぷよは降ってこない。中央の列の最上段まで積み上がると敗北。組ぷよは2個組のみ。
ちびぷよフィーバー
『ぷよぷよ7』の「だいへんしん」ルールで登場したへんしんモードをベースにしたルールで、「ずっとフィーバー」のちびぷよ版。ぷよのサイズが小さくなっており（フィールドが10列×18段）、無限に降ってくる連鎖のタネをひたすら消していく。プレイヤー全員が常に時間無制限のフィーバーモードとなり、最初から控えに用意されている予告おじゃまぷよを全て相殺すると、相手におじゃまぷよを送れるようになる。また、相殺したターンはおじゃまぷよは降ってこない。左から5列目か6列目が最上段まで積み上がると敗北。使用キャラクターに関係なく、組ぷよパターンと連鎖倍率タイプはこのルール独自のものに固定される。組ぷよは2個組と同色の4個のみ。
ちびぷよはっくつ
『ぷよぷよ!』で収録されていた「はっくつ」のちびぷよ版。ぷよのサイズが小さくなっており（フィールドが10列×18段）、小さいぷよの最下段に固ぷよに囲まれて埋まっている星を消すルール。星の大きさは2×2で、星の隣でぷよを消すと大量のおじゃまぷよを相手に送ることができる。左から5列目か6列目が最上段まで積み上がると敗北。組ぷよは2個組と同色の4個のみ。
とっぷう
一定時間（時間が迫ると、背景にある風車の回転が速くなる）ごとに突風が吹き、フィールドに積んであるぷよが左端か右端にとばされる（隙間がある場合、その方向へぷよが寄せられ詰められる）ルール。突風は一定時間吹き続けるが、操作中の時点での組ぷよには突風の影響はなく、設置した直後に影響を受けて寄せられる。ぷよが消えた直後は全てのぷよが突風の方向へ寄せられた後に残ったぷよの自由落下が起こる。相殺したターンはおじゃまぷよは降ってこない。左から3列目が最上段まで積み上がると敗北。組ぷよは2個組のみ。
スロット
ぷよを消すと画面中央のスロットに表示された数字が消した数だけ減っていき、「0」にするとスロットが停止、出た目に応じて最後にぷよを消したプレイヤーを基準にさまざまな効果が発生するルール。スロットが止まるまでのカウントは全員で共有となる。また、発生する効果はスロットの数字を「0」にして止めたプレイヤーに有益なものが多い。なお、相殺したターンはおじゃまぷよは降ってこない（スロットの効果で降ってくる固ぷよは除く）。左から3列目か4列目が最上段まで積み上がると敗北。使用キャラクターによって異なる個別の組ぷよパターンと連鎖倍率タイプが適用される。
発生する効果は以下の通り。以下、スロットの効果を発動させたプレイヤーを「自分」、それ以外を「相手」と表記。
連鎖のタネゲット
自分のフィールドが強制的にリセットされ、4連鎖の連鎖のタネが降って来る。ただし、連鎖中であってもその連鎖は打ち切られてフィールドが更新されるため、状況やタイミングによっては必ず良い効果とは言えない。
スピードアップ
相手プレイヤー全員のぷよが降って来るスピードが一定時間最速になる。しかし、ぷよの消えるスピードも上がるため、時間をかけずに攻撃できるという利点もある。
こおりづけ
相手プレイヤー全員のフィールドのぷよが、おじゃまぷよと固ぷよ以外全てこおりづけ状態になる。
おじゃまプレゼント
相手プレイヤー全員のフィールドにそれぞれ固ぷよを2段降らせる。この固ぷよは相殺などで回避する事は出来ず、次のターンに必ず降って来る。
フィールド回転
自分を含む全員のフィールドが180度回転する。回転中に連鎖が起きた場合でも「だいかいてん」ルールとは異なりボーナスは付加されない。
フィールド交換
自分を含む全員のフィールドがそのまま交換される。3人以上の場合は、交換する相手はランダムになる。ぷよが消える瞬間に交換された場合は新しいプレイヤーがそのぷよを消した扱いとなり、そのプレイヤーの連鎖数に加算される。状況によって、交換前より有利になることもあれば不利になることもある。
おじゃまクリア
自分のフィールド内のおじゃまぷよ、固ぷよ、予告ぷよが全て消滅する。効果としては『ぷよぷよ～ん』のキキーモラの特技『お掃除大作戦』及び『ぷよぷよBOX』におけるぷよぷよ～んスタイルのキキーモラの特技『スイープ』に似ているが、これらの特技では予告ぷよは消滅しないのに対し、『おじゃまクリア』では予告ぷよも消滅するのが異なる点である。

よんてさき
他のルールでは次に操作できる組ぷよを表示する「NEXTぷよ」は2手先（「ぷよぷよ」ルールは1手先）までしか見られないが、このルールに限り4手先まで表示される。左から3列目が最上段まで積み上がると敗北。組ぷよは2個組のみ。この他の仕様はクイックドロップが使用可能であることを除き「ぷよぷよ通」ルールに準拠しており、相殺しても予告おじゃまぷよが残っている場合はその残りが相殺した直後に降ってくる。
ブロック
消えないブロックがあらかじめ置かれたフィールドでプレイするルール。ブロックは『なぞぷよ』など、一部のシリーズに登場した「壁」に近い存在。ブロックの設置パターンは6種類で、左から3列目が最上段まで積み上がると敗北。組ぷよは2個組のみ。上記「よんてさき」と同じくこの他の仕様はクイックドロップが使用可能であることを除き「ぷよぷよ通」ルールに準拠しており、相殺しても予告おじゃまぷよが残っている場合はその残りが相殺した直後に降ってくる。
スーパーファミコン版『す〜ぱ〜ぷよぷよ通（リミックス含む）』においても、「おぷしょん」の「KEIJOU」として類似した設定が搭載されていた。
アクティブ
連鎖中（ぷよが消えている間）も次の組ぷよを操作することが可能で、連鎖をつなげることができるルール。つなげた連鎖は最大99連鎖までカウントされ、テクニック次第では相殺できない程大量の予告ぷよを発生させられる。相殺したターンはおじゃまぷよは降ってこない。左から3列目が最上段まで積み上がると敗北。組ぷよは2個組のみ。
クロスかいてん
フィールド上部のカウントが「0」になるたびに、フィールドの左3列と右3列がクロスしながら180度ずつ回転するルール。回転直後に連鎖が起こると「回転れんさ」となり、通常より多くのおじゃまぷよを相手に送ることができる。相殺したターンはおじゃまぷよは降ってこない。左から3列目か4列目が最上段まで積み上がると敗北。組ぷよは2個組のみ。
カルテット
出現する組ぷよが全て2×2の4個組のみのルール。3色・4色の4個組の組ぷよも出現する。使用キャラクターによって5種類の組ぷよパターンのどれかに固定されている。相殺したターンはおじゃまぷよは降ってこない。左から3列目か4列目が最上段まで積み上がると敗北。

### 隠しルール
今作ではある条件を満たすと、以下の5つのルールもフリーたいせんなどでプレイ可能になる。いずれも『ぷよぷよ! Puyopuyo 15th anniversary』からの再録ルールであり、前述の新ルールのベースとなった物が多い。さらに相違点として、全てクイックドロップが使用可能となっている。
こおりづけ
おじゃまぷよの代わりに、氷漬けにされたぷよが降ってくるルール。氷漬けのぷよは、一定回数組ぷよを置くか、隣でぷよを消すとこおりが溶けて通常のぷよとなる。相殺したターンは氷漬けのぷよは降ってこない。左から3列目が最上段まで積み上がると敗北。組ぷよは2個組のみ。使用キャラクターごとに凍ったぷよの色の落下パターンがそれぞれ設定されているが、自分のフィールドに降るぷよは相手ではなく自分のキャラクターの落下パターンに影響される。『ぷよぷよ!』に登場したキャラクターは同作の落下パターンをそのまま引き継ぎ、前作および本作での新キャラクター・復活キャラクターには新たな落下パターンが設定されている。『ぷよぷよ!』とは異なり、フィールド上部の「×」の位置が左から3列目のみに変更され、また氷が解ける判定タイミングも組ぷよの設置直後に変更された。
だいかいてん
フィールド上部のカウントが「0」になるたびに、フィールドが180度回転するルール。回転直後に連鎖が起こると「回転れんさ」となり、通常より多くのおじゃまぷよを相手に送ることができる。相殺したターンはおじゃまぷよは降ってこない。左から3列目か4列目が最上段まで積み上がると敗北。組ぷよは2個組のみ。
でかぷよ
通常より4倍のサイズの「でかぷよ」で対戦するルール（フィールドが3列×6段）。同色のでかぷよを3つ以上繋げると消える。相殺したターンはおじゃまぷよは降ってこない。中央の列が最上段まで積み上がると敗北。組ぷよは2個組のみ。こちらには「うわのせれんさ」機能は搭載されていない。
ずっとフィーバー
対戦開始時からプレイヤー全員が常に時間無制限の「フィーバーモード」となり、連鎖のタネが無限に降ってくるルール。最初から用意されている予告おじゃまぷよを全て相殺すると、相手におじゃまぷよを送れるようになる。相殺したターンはおじゃまぷよは降ってこない。左から3列目か4列目が最上段まで積み上がると敗北。使用キャラクターに関係なく、組ぷよパターンと連鎖倍率タイプはこのルール独自のものに固定される。
はっくつ
フィールドの最下段で固ぷよに囲まれて埋まっている星の隣でぷよを消すと、大量のおじゃまぷよを相手に送れるルール。左から3列目が最上段まで積み上がると敗北。『ぷよぷよ!』とは異なり、フィールド上部の「×」の位置が左から3列目のみに変更された。組ぷよは2個組のみ。

### ペアでぷよぷよ
2対2でチームを組んで協力対戦を行う、4人対戦専用のモード。左から3列目か4列目が最上段まで積み上がると「ライフ」が1つ減り、「ライフ」が残っている場合はそのプレイヤーのフィールドにあるすべてのぷよ・おじゃまぷよやその時点で溜まっていた予告おじゃまぷよがすべてリセットされた上でゲーム続行となり、先にライフが全て尽きたペアが敗北となる。各使用キャラクターによって異なる個別の組ぷよパターンと連鎖倍率タイプが適用される。このモードでは、予告おじゃまぷよやライフはペアで共有となるほか、以下のような特別な連鎖のルールが存在する。なお、ペアのどちらかが連鎖している間はおじゃまぷよは一切降ってこない。
ペアれんさ
味方の連鎖中にこちらも連鎖を起こすと「ペアれんさ」となり、ペア2人の連鎖数が合算される。また、このときフィールドの端に表示される「ペアれんさゲージ」が尽きるまでにペアのどちらかがぷよを消すことで、連鎖数をさらに増やすことが可能。ペアれんさゲージが尽きるとペアれんさ終了となり、それまでの連鎖数に応じて、相手ペアに追加でおじゃまぷよを送ることが出来る。
シンクロれんさ
3連鎖以上の同じ数の連鎖を味方と同時に始めると、互いのフィールドが接近する演出と共に「シンクロれんさ」が発生し、通常の連鎖よりも多くのおじゃまぷよを送ることが出来る。

## 『15th』『7』との相違点

### ルールに関する相違点
- 『15th』と『7』の「ぷよぷよフィーバー」ルールでは、「フィーバータイム」は自分が連鎖をして相手におじゃまぷよを送る度に増えていったが、今作から『フィーバー2!』以前のように、相手が相殺したら増える仕様に戻った（4人・8人での対戦モードでも同様だが、自分が送ったおじゃまを相殺された場合に限りタイムが増える）。フィーバーモードはこれまで通り、残りタイムが「0」になると終了が確定する（『フィーバー2!』以前は、表示が1秒短かった）。
- フィーバーモード時に降ってくる連鎖のタネについても、『フィーバー2!』以前のものに戻されている。これは「ずっとフィーバー」においても同様[注 4]。
- フィーバーモード終了時に予告おじゃまぷよが残っていて、かつぷよを消さなかった場合、これまでは通常フィールドに戻ってからそのおじゃまぷよが降ってきたが、今作では保留されていないおじゃまぷよが降ってから通常フィールドに戻る仕様になった。このとき、3DS版以外は中央2列が上まで詰まっても敗北にはならず、通常フィールドに戻ったあとも直後におじゃまぷよが降らない。
- 2人対戦時において、連鎖中に対戦相手の敗北が確定した場合は、攻撃側の連鎖が終了するまでは勝利判定が出なくなった。この際、ニンテンドーDS版でキャラクターの表情が出る方の画面では、『フィーバー2!』で連鎖中に勝利が確定した場合と同様のオーバーキルの演出になり、最後に相手が突き飛ばされるものとなる。
- 「とことんなぞぷよ」は前作『ぷよぷよ7』から若干ルールが変更されており、制限時間の最大値が99秒から60秒（1分）に減少。さらに時間切れになった場合、前作まではその前に消したぷよで条件を満たせばその分の時間ボーナスが加算されて続行できたが、今作では連鎖中であっても強制的に打ち切られ、ゲームオーバーとなる。

### 連鎖ボイス
- 『15th』に存在した反撃ボイス（予告おじゃまぷよをすべて相殺し、相手に余りのおじゃまぷよを返す時の連鎖ボイス）が復活した。ただし、ボイス法則が通形式（次述）の場合は発動しない。
- 前作まではWii版など一部機種のみで採用されていた、「ぷよぷよ」「ぷよぷよ通」ルール選択時に連鎖ボイスの法則が『ぷよぷよ通』と似た形式に変化するという仕様が、今作で初めてニンテンドーDS版を含む全機種で採用された。さらに、本作の通形式ではアルルのみ例外的に『ぷよぷよ通』のものと同じボイス法則に変更され、またそれ以外のキャラクターも、1・2連鎖目は基本連鎖ボイスを順番に2種類流し、3連鎖目以降は従来通りキメ連鎖ボイスを順番に流す形式になった。さらに「ぷよぷよSUN」「とっぷう」「よんてさき」「ブロック」「アクティブ」の各ルールでも通形式のボイスが採用された。また「ぷよぷよ」ルールでは初代『ぷよぷよ』に準じてボイスが5連鎖目までとなり、前作までの通形式ボイスでいう5・6連鎖目のボイスが省かれる（ただし1連鎖目のボイスは出る）。前作までと異なり、カットイン演出は連鎖終了時だけでなく、通常のフィーバー形式でいうキメ連鎖ボイスを発するときにすべて挿入されるようになった（アルルは2・3・5・6・7連鎖（以上）、その他のキャラクターは3 - 7連鎖（以上）で挿入）。
- 隠し要素として、隠しコマンドで「ぷよぷよ」「ぷよぷよ通」「ぷよぷよSUN」のいずれかのルールを選択すると、初代『ぷよぷよ』に登場していたキャラクターの連鎖ボイスが、「ぷよぷよ」ルールではPCエンジン版『ぷよぷよCD通』に準じた台詞（1連鎖目のボイス無し）、「ぷよぷよ通」「ぷよぷよSUN」ルールでは『ぷよぷよSUN』に準じた台詞に変更される[注 5]。また『ぷよぷよSUN』ルールでは同時に『ぽけっとぷよぷよSUN』に応じたルール（上記参照）に変更される。これらの隠しモードでは、ボイス変更の無いキャラクターも含めて、連鎖カットイン演出がすべて省かれる（連鎖以外のダメージカットインなどは行われる）。
- 「ちびぷよフィーバー」ならびに「でかぷよラッシュ」ルール時は『ぷよぷよ7』のボイス法則に準じている（一部のみ異なる）が、『ぷよぷよ7』の「だいへんしん」ルールとは異なりキャラクターは変身しない[注 6]ため、声質は通常からは変化しない。
- 「ペアでぷよぷよ」は独自のボイス法則となり、ペアアタック（ペアれんさ）成立時の決めボイスなども新たに用意されている。ただし、シンクロれんさ発動時のみ二人同時に通形式のボイス法則となる。また、特定のキャラクター同士の組み合わせで特殊な勝利ボイスが用意されている[注 7]。
- フィーバー形式のボイス法則では、多くの連鎖ボイスが前2作から一部変更されている。また、ダメージ時や勝利・敗北時、キャラクター選択時やフィーバーモード関連のボイスも前2作から一部変更されている。

### その他
- ニンテンドーDS版およびニンテンドー3DS版では、前作では一旦廃止されたフィールドや予告ぷよの状況に応じてキャラクターの表情が変化する演出が復活した（連鎖中やおじゃまぷよを食らった瞬間、大きく優勢または劣勢に立っている時、フィーバータイム中などに表情が変化する）。また本作のみ、Wii版とPSP版でも劣勢時のみこの演出が発生し、こちらはフィールド内のグラフィックが、ダメージカットインと同じ表情になる。

## キャラクター
今作ではプレイヤーが使用できるキャラとして、以下の総勢24名のキャラクターが登場する。ウィッチは『みんなでぷよぷよ』以来10年ぶりのプレイヤーキャラクターとしての再登場となった。また、『ぷよぷよ!15th』と同様、キャラクターごとに個別のテーマ曲が存在するが、『15th』でも登場したキャラクターについては、アルルとレムレス以外のテーマ曲がすべて『15th』とは異なる曲（新曲、または過去のシリーズで使用された曲）に変更されている。
初代『ぷよぷよ』より登場
アルル、カーバンクル、シェゾ、ルルー、すけとうだら、ドラコケンタウロス、ウィッチ、サタン
『ぷよぷよフィーバー』シリーズより登場
アミティ、ラフィーナ、シグ、リデル、クルーク、おにおん、ユウちゃん&レイくん、どんぐりガエル、フェーリ、レムレス、さかな王子、アコール先生
『ぷよぷよ7』より登場
りんご、まぐろ、りすくませんぱい、エコロ
上記のうち、カーバンクル・サタン・アコール先生・エコロの4名は隠しキャラクターで、ある条件を満たすと使えるようになる。なお、前作で旧キャラクターの組ぷよパターンが流用されていた『ぷよぷよ7』の新規キャラクターおよびドラコケンタウロスは、本作で新たに前作のパターンに近づけつつ固有のパターンが設定し直された。
また、「ショップ」で購入するなどの条件を満たすと、以下のこえ・デザインちがいのキャラクターも使用できるようになる。ボイスや見た目、COM操作時の挙動などが異なるのみで、性能自体は元のキャラクターと全く同じ。「かわったエコロ」以外のデザインちがいのキャラクターは、「がっこう」モードの「チャレンジたいせん」に対戦相手としても登場する。
こえちがい（グラフィックはそのまま、ボイスの声色が変化する）
りりしいこえのアルル、つめたいこえのシェゾ、ねむそうなこえのルルー、りりしいこえのアミティ、しあわせなこえのシグ、こわがりなこえのラフィーナ、おとなしいこえのりんご、かっこいいこえのまぐろ、うたがわしいこえのりすくませんぱい、はげしいこえのサタン、こわいこえのエコロ
デザインちがい（デザインとボイスが異なる）
あやしいクルーク、くろいシグ、きいろいサタン、あかいアミティ、しろいフェーリ、かわったエコロ
今作では、スケルトンTやおしゃれコウベといった、伝統的に毎回登場していた「骨キャラ」（COMキャラの場合、組ぷよを回転できない）が登場していない。COMキャラとして組ぷよを自分で回転できない役割は「ドラコケンタウロス」および「おにおん」に移された。ただし、これらのキャラにおいても、4個ぷよの色を変えるときやおじゃまぷよが降るまでの時間稼ぎのときは組ぷよを自分で回転させることがある。
| 通常                | 声違い                     | デザイン違い     | キャラクタータイプ       | テーマ曲 |
| ------------------- | -------------------------- | ---------------- | ------------------------ | --- |
| アルル              | りりしいこえのアルル       |                  | 自力で連鎖タイプ         | 時空を超えて久しぶり! （初出：ぷよぷよ 原曲：Theme of Puyopuyo）                                                           |
| アミティ            | りりしいこえのアミティ     | あかいアミティ   | バランス重視タイプ       | Her dream is to be a fantastic sorceress （曲の中盤に『15th』のテーマ曲「フェアリーフェアー!」のフレーズが挿入されている） |
| りんご              | おとなしいこえのりんご     |                  | フィーバーで逆転タイプ   | ぷよぷよのうた ゲームバージョン                                                                                            |
| シグ                | しあわせなこえのシグ       | くろいシグ       | フィーバーで逆転タイプ   | のんびりすすめ、ずんずん                                                                                                   |
| ラフィーナ          | こわがりなこえのラフィーナ |                  | とにかく大連鎖タイプ     | I'm Elegant, Graceful and Powerful!                                                                                        |
| シェゾ              | つめいたこえのシェゾ       |                  | 自力で大連鎖タイプ       | The gorgeous man who defile the God                                                                                        |
| ルルー              | ねむそうなこえのルルー     |                  | とにかく大連鎖タイプ     | 恋する格闘女王 |
| サタン              | はげしいこえのサタン       | きいろいサタン   | 自力で連鎖タイプ         | Creator of the Puyopuyo hell （曲の中盤に『15th』のテーマ曲「プリンプに降臨! サタンさま」のフレーズが挿入されている）      |
| カーバンクル        |                            |                  | とにかく大連鎖タイプ     | みんなで対戦!朝までぷよぷよ （初出：ぷよぷよ通 原曲：魔導の塔で対戦だよぷよぷよ通〜さいしょのおんがく）                    |
| すけとうだら        |                            |                  | フィーバーで逆転タイプ   | 妖しいダンスシューズ |
| ウィッチ            |                            |                  | フィーバーで逆転タイプ   | Darkness of puyopuyo2 （初出：ぷよぷよ通 原曲：魔導の塔で対戦だよぷよぷよ通〜くらやみ）                                    |
| ドラコケンタウロス  |                            |                  | 自力で連鎖タイプ         | Let's play with a rival! （初出：ぷよぷよSUN 原曲：ライバルとあそぼう）                                                    |
| リデル              |                            |                  | 自力で連鎖タイプ         | 悩めるリデルの願い |
| クルーク            |                            | あやしいクルーク | 自力で大連鎖タイプ       | Nebula step （曲の中盤に『15th』のテーマ曲「ボクは誰よりもグレイトなのさ」のフレーズが挿入されている）                     |
| フェーリ            |                            | しろいフェーリ   | てがたくフィーバータイプ | 秘めたる想い |
| レムレス            |                            |                  | バランス重視タイプ       | ライジングコメット! （初出：ぷよぷよフィーバー2）                                                                          |
| アコール先生        |                            |                  | 自力で大連鎖タイプ       | 先生の授業ですよ （初出：ぷよぷよフィーバー）                                                                              |
| ユウちゃん&レイくん |                            |                  | フィーバーで逆転タイプ   | アナタもわたしも楽しくユウレイ!                                                                                            |
| おにおん            |                            |                  | てがたくフィーバータイプ | 武者修行おにおん |
| どんぐりガエル      |                            |                  | こつこつジャブ攻撃タイプ | ケロケロ☆ケケロッケ♪ |
| さかな王子          |                            |                  | フィーバーで逆転タイプ   | Dignity of the Prince |
| まぐろ              | かっこいいこえのまぐろ     |                  | こつこつジャブ攻撃タイプ | 魅惑の視線 |
| りすくませんぱい    | うたがわしいこえのりすくま |                  | てがたくフィーバータイプ | 人生これ実験 |
| エコロ              | こわいこえのエコロ         | かわったエコロ   | 自力で大連鎖タイプ       | Fly over the dimension |

## モード
ひとりでぷよぷよ
ストーリー
全24キャラクターそれぞれに用意された各8話のストーリーをプレイできる。ルールは各ステージ毎に決められた5種類のルール（「ぷよぷよ」「ぷよぷよ通」は必ず含む）、もしくはルーレットにより選択可能。ストーリーの詳細は後述。
がっこう
基本ルールを教わる「にゅうもん」、実際に連鎖の組み方を学ぶ「じっせん」、難しい大連鎖や同時消しの問題に挑戦する「チャレンジテスト」、5種類の基本ルールで特殊な強いボスキャラクターと対戦する「チャレンジたいせん」、ぷよを自由に配置して連鎖を試せる「れんしゅうノート」を選択できる。「にゅうもん」と「じっせん」は、前作の同モードの説明をそのまま流用している。
とことん
各ルールを一人でひたすらプレイする「とことんぷよぷよ」、「とことんフィーバー」、「とことんちびぷよ」、「とことんでかぷよラッシュ」、「とことんなぞぷよ」の他、巻き戻し機能を搭載した「とことんれんしゅう」、次々現れるコンピュータの相手キャラクターを倒していく「とことんたいせん」がある。
クイックドロップは「とことんちびぷよ」「とことんでかぷよラッシュ」のみ可能。また、「とことんちびぷよ」では組ぷよパターンが各キャラクター個別のものになり、他のモードも隠しコマンドで個別パターンを適用可能。
「とことんたいせん」で選択できるルールは「ぷよぷよ」「ぷよぷよ通」「ぷよぷよSUN」「ぷよぷよフィーバー」の4種。
フリー対戦
コンピュータと対戦するモード。「ふたりでぷよぷよ」「みんなでぷよぷよ」「はちにんでぷよぷよ（DS版・3DS版のみ）」「ペアでぷよぷよ」から選び、2人・4人対戦では全ルールを選択可能。8人対戦は「ぷよぷよ」「ぷよぷよ通」「ぷよぷよSUN」「ぷよぷよフィーバー」の4種のみ。 DS版ではハードの性能上、8人対戦では一部演出が簡略化される（連鎖カットインが一種類のみになり、細かいアニメーションやダメージカットインは省略など）。
ショップ
ゲームをプレイして貯めたポイントを支払い、ぷよの種類、キャラクターのバージョン違いなど、様々なアイテムを購入することが可能。
アイテムの他にも、ポイントを払うことによって店主のポポイからぷよぷよのテクニックやキャラクターの様々な情報を得ることが出来る「まめちしき」のコーナーが設けられている。ここでは稀に「大当たり」が出ることがあり、その際には情報が与えられる代わりに様々な隠し要素が解禁される。
みんなでぷよぷよ
ローカルにより8人（Wii・PSPは4人）まで同時対戦可能なモード。
Wi-Fi（DS版・Wii版）、ネットたいせん（3DS版）
ニンテンドーWi-Fiコネクションやインターネット接続する事によって、ネット対戦が出来るモード。ルールは「ぷよぷよ通」「ぷよぷよSUN」「ぷよぷよフィーバー」の3種のみ選択可能。DS版とWii版はサーバーが共通であり2機種を交えての対戦も出来たが、2014年5月をもってニンテンドーWi-Fiコネクションのサービス自体が終了したため、現在はプレイ不可能。
せいせき、おぷしょん
各種モードでのスコアやランク成績閲覧やゲームの設定、デモの鑑賞などが可能。

## ストーリー
本作のストーリーは、『ぷよぷよ7』のストーリーの後日談として位置づけられており、りすくませんぱいの実験失敗により『ぷよぷよ7』のりんご達が『ぷよぷよフィーバー』の世界であるプリンプタウンに飛ばされてしまうところから始まる。『ぷよぷよ! Puyopuyo 15th anniversary』と同じく、プレイヤーキャラクター24名それぞれに各8話の個別ストーリーが存在し、最初はりんごのストーリーのみが選択できるが、クリアするごとに選択可能なストーリーが増えていく。どのキャラクターをクリアすればどのキャラクターのストーリーが選択可能になるかについては、取扱説明書に記載されている。
| →:相手(COM) ↓:自分  | アルル | アミティ | あんどうりんご | シグ | ラフィーナ | シェゾ | ルルー | サタン     | カーバンクル | すけとうだら | ウィッチ | ドラコケンタウロス | リデル | クルーク | フェーリ | レムレス | アコール先生 | ユウちゃん＆レイくん | おにおん | どんぐりガエル | さかな王子 | ささきまぐろ | りすくませんぱい | エコロ  |
| ------------------- | ------ | -------- | -------------- | ---- | ---------- | ------ | ------ | ---------- | ------------ | ------------ | -------- | ------------------ | ------ | -------- | -------- | -------- | ------------ | -------------------- | -------- | -------------- | ---------- | ------------ | ---------------- | ------- |
| アルル              | ‐      | ‐        | ‐              | ‐    | ‐          | 4      | 7      | 1、8       | 6            | 3            | 5        | 2                  | ‐      | ‐        | ‐        | ‐        | ‐            | ‐                    | ‐        | ‐              | ‐          | ‐            | ‐                | ‐       |
| アミティ            | 6      | ‐        | ‐              | 4    | 2          | ‐      | ‐      | ‐          | ‐            | ‐            | 7        | ‐                  | 3      | 5        | ‐        | ‐        | 1、8         | ‐                    | ‐        | ‐              | ‐          | ‐            | ‐                | ‐       |
| あんどうりんご      | 7      | 3        | ‐              | ‐    | ‐          | ‐      | ‐      | ‐          | ‐            | ‐            | ‐        | ‐                  | ‐      | ‐        | ‐        | 4        | ‐            | 2                    | 1        | ‐              | ‐          | 5            | 6                | 8       |
| シグ                | ‐      | 5        | 1              | ‐    | 3          | ‐      | ‐      | ‐          | ‐            | ‐            | ‐        | ‐                  | 2      | 7        | 6        | 4        | 8            | ‐                    | ‐        | ‐              | ‐          | ‐            | ‐                | ‐       |
| ラフィーナ          | ‐      | 1        | ‐              | 2    | ‐          | ‐      | 7      | ‐          | ‐            | 5            | ‐        | 3                  | ‐      | 4        | ‐        | 6        | 8            | ‐                    | ‐        | ‐              | ‐          | ‐            | ‐                | ‐       |
| シェゾ              | 5      | ‐        | 6              | 2    | ‐          | ‐      | 7      | 8          | 4            | ‐            | ‐        | ‐                  | ‐      | 1        | ‐        | ‐        | ‐            | ‐                    | ‐        | ‐              | ‐          | ‐            | 3                | ‐       |
| ルルー              | 6      | ‐        | ‐              | ‐    | ‐          | 7      | ‐      | 8          | 5            | 2            | ‐        | 1                  | ‐      | ‐        | ‐        | ‐        | ‐            | 3                    | ‐        | ‐              | ‐          | ‐            | 4                | ‐       |
| サタン              | 6      | ‐        | 2              | ‐    | ‐          | 4      | 3      | ‐          | 5            | ‐            | ‐        | ‐                  | ‐      | ‐        | ‐        | ‐        | 7            | ‐                    | ‐        | ‐              | 1          | ‐            | ‐                | 8       |
| カーバンクル        | 8      | 2        | 1              | ‐    | ‐          | 4      | ‐      | 6          | ‐            | ‐            | ‐        | ‐                  | ‐      | ‐        | ‐        | 3        | 5            | ‐                    | ‐        | ‐              | ‐          | ‐            | ‐                | 7       |
| すけとうだら        | 1      | ‐        | 2              | ‐    | 3          | 7      | 8      | ‐          | ‐            | ‐            | ‐        | ‐                  | ‐      | 4        | ‐        | ‐        | ‐            | 6                    | 5        | ‐              | ‐          | ‐            | ‐                | ‐       |
| ウィッチ            | 7      | ‐        | ‐              | 4    | ‐          | 5      | ‐      | ‐          | ‐            | 6            | ‐        | 1                  | 3      | ‐        | ‐        | 8        | ‐            | ‐                    | ‐        | 2              | ‐          | ‐            | ‐                | ‐       |
| ドラコケンタウロス  | 1、8   | ‐        | ‐              | ‐    | ‐          | 4      | 6      | ‐          | ‐            | 7            | 3        | ‐                  | ‐      | ‐        | ‐        | ‐        | 5            | ‐                    | ‐        | 2              | ‐          | ‐            | ‐                | ‐       |
| リデル              | ‐      | ‐        | ‐              | ‐    | ‐          | ‐      | 7      | 8          | ‐            | ‐            | 6        | 2                  | ‐      | ‐        | 4        | ‐        | ‐            | 3                    | 1        | ‐              | ‐          | 5            | ‐                | ‐       |
| クルーク            | ‐      | 3        | ‐              | 4    | 2          | ‐      | ‐      | ‐          | ‐            | ‐            | 1        | ‐                  | 5      | ‐        | 6        | 7        | 8            | ‐                    | ‐        | ‐              | ‐          | ‐            | ‐                | ‐       |
| フェーリ            | ‐      | 3        | ‐              | ‐    | ‐          | ‐      | ‐      | ‐          | ‐            | ‐            | ‐        | ‐                  | ‐      | 1        | ‐        | 8        | 7            | ‐                    | ‐        | 2              | 4          | ‐            | 5                | 6       |
| レムレス            | ‐      | 2        | 3              | 1    | ‐          | 8      | ‐      | ‐          | ‐            | ‐            | ‐        | ‐                  | ‐      | 5        | 6        | ‐        | 7            | ‐                    | ‐        | 4              | ‐          | ‐            | ‐                | ‐       |
| アコール先生        | ‐      | 1        | ‐              | 2    | 5          | ‐      | ‐      | ‐          | ‐            | ‐            | ‐        | ‐                  | 3      | 4        | 7        | 6        | ‐            | ‐                    | ‐        | ‐              | ‐          | ‐            | ‐                | 8       |
| ユウちゃん&レイくん | ‐      | 8        | 4              | 6    | 3          | ‐      | ‐      | ‐          | ‐            | ‐            | ‐        | 1                  | ‐      | 2        | 7        | ‐        | ‐            | ‐                    | ‐        | ‐              | ‐          | 5            | ‐                | ‐       |
| おにおん            | ‐      | 1        | 4              | 3    | 2          | 8      | 5      | ‐          | ‐            | ‐            | ‐        | 6                  | ‐      | ‐        | ‐        | ‐        | ‐            | ‐                    | 7        | ‐              | ‐          | ‐            | ‐                | ‐       |
| どんぐりガエル      | ‐      | ‐        | 3              | ‐    | 2          | 8      | ‐      | ‐          | ‐            | ‐            | 6        | ‐                  | 1      | ‐        | ‐        | ‐        | ‐            | ‐                    | 5        | ‐              | 7          | 4            | ‐                | ‐       |
| さかな王子          | ‐      | 2        | 1              | 4    | 3          | 6      | ‐      | ‐          | ‐            | ‐            | 8        | ‐                  | ‐      | ‐        | ‐        | 7        | ‐            | ‐                    | ‐        | ‐              | ‐          | ‐            | 5                | ‐       |
| ささきまぐろ        | ‐      | 2        | 1、7           | ‐    | ‐          | ‐      | ‐      | ‐          | ‐            | 5            | ‐        | ‐                  | 3      | 4        | ‐        | ‐        | ‐            | ‐                    | ‐        | ‐              | ‐          | ‐            | 6                | 8       |
| りすくませんぱい    | ‐      | 2        | 1              | ‐    | 6          | 8      | ‐      | ‐          | ‐            | ‐            | ‐        | 7                  | 3      | ‐        | ‐        | ‐        | ‐            | ‐                    | ‐        | 4              | ‐          | 5            | ‐                | ‐       |
| エコロ              | ‐      | 6        | 5              | ‐    | ‐          | ‐      | 8      | ‐          | ‐            | ‐            | 3        | 2                  | ‐      | ‐        | 4        | 7        | ‐            | ‐                    | ‐        | 1              | ‐          | ‐            | ‐                | ‐       |
| エクストラ          | ‐      | ‐        | ‐              | ‐    | ‐          | ‐      | ‐      | 2、3、7、8 | ‐            | ‐            | ‐        | ‐                  | ‐      | ‐        | ‐        | 4        | 5            | ‐                    | ‐        | ‐              | ‐          | ‐            | ‐                | 1、6、8 |

エクストラの第8話（最終ステージ）は「ペアでぷよぷよ」になっており、サタン＆エコロのペアと対戦する。この対戦のみキャラクターが任意選択となっており、サタンとエコロと声違い・デザイン違い全般を除いた22人からプレイヤーキャラとCPU操作の味方キャラ選択する事が出来る（ただし、同キャラは不可）。選択したキャラクターによって、対戦後の漫才デモが変化する。

## 予告おじゃまぷよ
今作の予告おじゃまぷよはいくつか種類があるが、デフォルトのものを記載する。
- 小ぷよ（1個分）
- 中ぷよ（6個分）
- 岩ぷよ（30個分）
- 星ぷよ（180個分）
- 月ぷよ（360個分）
- 王冠ぷよ（720個分）
- 彗星ぷよ（1440個分）

## ぷよのしゅるい
前々作『ぷよぷよ!』や前作『ぷよぷよ7』に引き続き、ゲーム中に使用する「ぷよのしゅるい」を「おぷしょん」モードで変更することができる。内容は以下の通り。
アクア
『ぷよぷよ7』および『ぷよぷよ!!』のパッケージのぷよと同じデザインで、前作から引き続いて本作におけるデフォルトデザイン。最初から選択可能。
フィーバー
『ぷよぷよフィーバー』のぷよに近いデザイン。最初から選択可能。
クラシック
アーケード版初代『ぷよぷよ』のぷよに近いデザイン（色合いは若干異なる）。最初から選択可能。また、一部の予告ぷよが『ぷよぷよ通』と同じものになり、星ぷよはきのこぷよ、月ぷよが星ぷよになる。彗星ぷよは『ぷよぷよSUN』のものに近いデザインになる。
イロガエ
「フィーバー」と同じ形状だが、少し色合いが異なった配色（赤はピンクに近い色、青は水色に近い色など）になる。最初から選択可能。
デジぷよ
「がっこう」モードの「れんしゅうノート」で使用されている、荒めのドット絵で単色ベタ塗りのようなデザイン。ショップで100ポイントで売っている。前作の「デジぷよ」と同じデザイン。
リアル
『ぷよぷよ!』のデフォルトのデザイン。ショップで200ポイントで売っている。
ベタヌリ
いわゆるベタ塗りのような配色のデザイン。ショップで100ポイントで売っている。DS版のみ、「ちびぷよ」の時はデジぷよに置き換えられる。
モジ
色名の英語の頭文字に対応した、アルファベット型（赤：R、黄：Yなど）のデザイン。「ちびぷよ」の時は、小文字になる。ショップで100ポイントで売っている。
キューブ
「リアル」と同様の色合いでぷよの顔はそのままだが、形状が四角いデザイン（今作では全機種ともDS版『ぷよぷよ!』準拠）。ショップで200ポイントで売っている。
ヒューマン
MSX2/2+版初代『ぷよぷよ』の「ヒューマン」モード（人間型）のデザイン。また、紫ぷよが黄緑になる。ショップで300ポイントで売っている。
カプセル
『ドクターマリオ』のようなカプセル型の形状のデザイン。ショップで200ポイントで売っている。
ボード
顔のないベタ塗りの色付きの円形デザイン。ショップで200ポイントで売っている。DS版のみ、「ちびぷよ」の時はデジぷよに置き換えられる。
ボックス
正方形のブロック型デザイン。くっついても形は変わらない。ショップで300ポイントで売っている。
ブロック
正方形のレンガブロック型のデザイン。ショップで300ポイントで売っている。
チョーク
「がっこう」モードで使用される、チョークで描かれたような絵柄のデザイン。ショップで300ポイントで売っている。
MSX
MSX2/2+版初代『ぷよぷよ』のデザイン。また、紫ぷよが黄緑になる。ショップで200ポイントで売っている。
モロせいじん
『スペースチャンネル5』のモロ星人の形のデザイン。ショップで400ポイントで売っている。DS版のみ、「ちびぷよ」の時はアクアに置き換えられる。
ソニック
『ソニックシリーズ』のキャラクターの顔になる。青はソニック、黄はテイルス、赤はナックルズ、紫はエミーの形になり、緑の代わりに黒のシャドウ（『ぷよぷよ!』では白のシルバーだったが変更）になっている。ショップで400ポイントで売っている。DS版のみ、「ちびぷよ」の時はアクアに置き換えられる。また、ぷよの消去エフェクトがソニックシリーズのリングになる。
ぎゃっこう
「アクア」と同じ形状だが、配色が異なる。ショップで400ポイントで売っている。
アクア＋（3DS版のみ）
「アクア」の3D表示対応版。ある条件を満たすと使えるようになる。
フィーバー＋（3DS版のみ）
「フィーバー」の3D表示対応版。ある条件を満たすと使えるようになる。
クラシック＋（3DS版のみ）
「クラシック」の3D表示対応版。ある条件を満たすと使えるようになる。
イロガエ＋（3DS版のみ）
「イロガエ」の3D表示対応版。ある条件を満たすと使えるようになる。
マイぷよ（3DS版のみ）
3DS版の「おぷしょん」内の「カメラ」で撮影した写真を「ぷよのしゅるい」として使用することができる。最大5パターン作れる。

## その他
当初、『ぷよぷよ7』の次回作として『ぷよぷよテトリス』の発売が予定されていたが、諸事情により中止となり、その代わりに本作の開発・発売に至ったという経緯がある。なお、『ぷよぷよテトリス』が実際に発売されたのはその約2年半後の2014年2月6日となった。

## CM出演者
ニンテンドーDS版
- 戸田恵梨香
- ロッチ

ニンテンドー3DS版
- 戸田恵梨香

## 関連商品
『ぷよぷよ!!』をベースにしたグッズだが、表記は『ぷよぷよ』のみとなっているものが多数存在する。

### CD
ぷよぷよ!!オリジナルサウンドトラック（2012年2月4日発売）
発売元はウェーブマスター。『ぷよぷよ!!』から全59トラックを収録した2枚組アルバム。
ドラマCD「ぷよぷよ」シリーズ
発売元はセガ（2015年よりセガゲームス）。『ぷよぷよ!!』の登場キャラクターのドラマCD。シナリオ担当は『ぷよぷよ!!』と同じく芳野詩子。
ドラマCD「ぷよぷよ」（2012年9月13日発売）
出演キャラクター
- アルル：園崎未恵
- カーバンクル：仲西環
- シェゾ：森田成一
- ルルー：近藤佳奈子
- サタン：逢坂力
- ウィッチ：佐倉薫
- ドラコケンタウロス：名塚佳織
- すけとうだら：菅沼久義
- ナレーションその他：石狩勇気

ドラマCD「ぷよぷよ」Vol.2（2012年12月13日発売）
出演キャラクター
- アミティ：菊池志穂
- シグ：渕崎ゆり子
- ラフィーナ・リデル・おにおん：並木のり子
- クルーク：園崎未恵
- レムレス：山崎たくみ
- フェーリ：前田ゆきえ
- アコール先生・ポポイ：倖月美和
- ユウちゃん＆レイくん：仲西環
- さかな王子・どんぐりガエル：若林直美
- ウィッチ：佐倉薫
- ナレーション：菊池志穂

ドラマCD「ぷよぷよ」Vol.3（2013年1月31日発売）
出演キャラクター
- りんご：今井麻美
- まぐろ：石狩勇気
- りすくませんぱい：小野健一
- エコロ：石田彰
- アルル：園崎未恵
- カーバンクル：仲西環
- アミティ：菊池志穂
- ウィッチ：佐倉薫
- ナレーション：今井麻美・園崎未恵

ドラマCD「ぷよぷよ」Vol.4（2013年12月12日発売）
出演キャラクター
- アルル・クルーク・あやしいクルーク：園崎未恵
- アミティ・ナレーション： 菊池志穂
- シグ：渕崎ゆり子
- ラフィーナ・リデル・おにおん：並木のり子
- シェゾ：森田成一
- すけとうだら・ナレーション：菅沼久義
- カーバンクル・ユウちゃん＆レイくん：仲西環
- アコール先生・ポポイ・ナレーション：倖月美和
- ドラコケンタウロス：名塚佳織
- ウィッチ：佐倉薫
- ルルー：近藤佳奈子
- サタン：逢坂力

ドラマCD「ぷよぷよ」Vol.5（2014年1月23日発売）
出演キャラクター
- アルル：園崎未恵
- カーバンクル：仲西環
- サタン：逢坂力
- りんご：今井麻美
- まぐろ：石狩勇気
- りすくませんぱい：小野健一
- エコロ：石田彰
- レムレス：山崎たくみ
- フェーリ：前田ゆきえ
- ウィッチ：佐倉薫

ドラマCD「ぷよぷよ」Vol.6（2016年2月18日発売）
出演キャラクター
- アルル：園崎未恵
- カーバンクル：仲西環
- シェゾ：森田成一
- ルルー：近藤佳奈子
- サタン：逢坂力
- ウィッチ：佐倉薫
- ドラコケンタウロス：名塚佳織
- すけとうだら：菅沼久義

ドラマCD「ぷよぷよ」Vol.7（2016年3月24日発売）
出演キャラクター
- アミティ：菊池志穂
- シグ：渕崎ゆり子
- ラフィーナ・リデル・おにおん：並木のり子
- クルーク・あやしいクルーク：園崎未恵
- レムレス：山崎たくみ
- フェーリ：前田ゆきえ
- アコール先生・ポポイ：倖月美和
- ユウちゃん＆レイくん：仲西環
- さかな王子・どんぐりガエル：若林直美

ドラマCD「ぷよぷよ」Vol.8（2016年4月21日発売）
出演キャラクター
- りんご：今井麻美
- まぐろ：石狩勇気
- りすくませんぱい：小野健一
- エコロ：石田彰
- その他キャラクター：にしやまえみ・吉成由貴・雪田将司

ぷよぷよ ヴォーカルトラックス シリーズ
発売元はVol.2までウェーブマスター、Vol.3はセガゲームス。『ぷよぷよ!!』の登場キャラクターの各テーマ楽曲をアレンジして歌詞を付け、それぞれのキャラクターが歌ったアルバム。ヴォーカルバージョンのほか、カラオケバージョンも同時収録されている。
ぷよぷよ ヴォーカルトラックス（2013年3月27日発売）
楽曲・歌唱キャラクター
- 「時空を超えて久しぶり！ ヴォーカルバージョン」 / アルル：園崎未恵 - 後に『maimai GreeN』、『ぷよぷよテトリス』、『ぷよぷよクロニクル』へゲーム収録
- 「Darkness of puyopuyo2 ヴォーカルバージョン」 / ウィッチ：佐倉薫
- 「格闘女王ルルー様 ヴォーカルバージョン」 / ルルー：近藤佳奈子
- 「Her Dream Is To Be A Fantastic Sorceress ヴォーカルバージョン」 / アミティ：菊池志穂 - 後に『maimai GreeN』、『ぷよぷよクロニクル』へゲーム収録
- 「のんびりすすめ、ずんずん ヴォーカルバージョン」 / シグ：渕崎ゆり子 - 後に『ぷよぷよクロニクル』へゲーム収録
- 「ぷよぷよのうた ロックバージョン」 / りんご：今井麻美

ぷよぷよ ヴォーカルトラックス Vol.2（2013年11月14日発売）
楽曲・歌唱キャラクター
- 「The gorgeous man who defile the God ヴォーカルバージョン」 / シェゾ：森田成一
- 「Nebula Step ヴォーカルバージョン」 / クルーク：園崎未恵 - 後に『ぷよぷよクロニクル』へゲーム収録
- 「ライジングコメット！ ヴォーカルバージョン」 / レムレス：山崎たくみ
- 「アナタもわたしも楽しくユウレイ！ ヴォーカルバージョン」 / ユウちゃん＆レイくん：仲西環 - 後に『ぷよぷよクロニクル』へゲーム収録
- 「魅惑の視線 ヴォーカルバージョン」 / まぐろ：石狩勇気 - 後に『ぷよぷよクロニクル』へゲーム収録
- 「Creator of the Puyopuyo hell ヴォーカルバージョン」 / サタン：逢坂力

ぷよぷよ ヴォーカルトラックス Vol.3（2015年11月26日発売）
楽曲・歌唱キャラクター
- 「時空を超えて久しぶり！ カーバンクルバージョン」 / カーバンクル：仲西環
- 「武者修行おにおん ヴォーカルバージョン」 / おにおん：並木のり子
- 「Dignity of the Prince ヴォーカルバージョン」 / さかな王子：若林直美
- 「ケロケロ☆ケケロッケ♪ ヴォーカルバージョン」 / どんぐりガエル：若林直美
- 「へっぽこ魔王最強伝説 ヴォーカルバージョン」 / ポポイ：倖月美和 - 後に『ぷよぷよクロニクル』へゲーム収録
- 「妖しいダンスシューズ ヴォーカルバージョン」 / すけとうだら：菅沼久義

### 小説

#### キャラぱふぇ版
小説・ぷよぷよ
2013年8月31日発売の雑誌『キャラぱふぇコミック&パズル』Vol.3以降より連載。著者は芳野詩子、挿絵はこめ苺。未単行本化。
『ぷよぷよ!!』をベースに、アミティを主人公に据えてアルル、りんごとの3人を中心にした短編ストーリー。

#### 角川つばさ文庫版
以下の小説は、角川つばさ文庫発行の小説で、『ぷよぷよ!!』をベースとした完全新作ストーリーとなっている。作者はいずれも、作：芳野詩子、絵：こめ苺。
現時点でアルル、カーバンクル、アミティ、りんごが全ての巻に登場している（他のキャラクターの登場状況は、巻によって異なる）。
ぷよぷよ アミティとふしぎなタマゴ
2014年4月15日発売。ISBN 978-4-04-631389-8
ぷよぷよ みんなの夢、かなえるよ!?
2014年12月15日発売。ISBN 978-4-04-631467-3
ぷよぷよ シグのひみつ
2015年7月15日発売。ISBN 978-4-04-631513-7
ぷよぷよ サタンのスペース遊園地
2016年2月15日発売。ISBN 978-4-04-631569-4
ぷよぷよ アミティと愛の少女!?
2017年6月15日発売。ISBN 978-4-04-631685-1

### 漫画
ぷよぷよ!! Puyopuyo 20th anniversary
アスキー・メディアワークス『キャラぱふぇ』および『デンゲキニンテンドーDS』誌上にて2010年から2012年に掛けて不定期連載。作者はこめ苺。
後に、いずれもセガ公式サイトにて同内容のpdfがアップロードされている他、ドラマCD『ぷよぷよ』付属のブックレットとして単行本化された。2014年には★ぷよぷよ！セガのスマートフォンサイトでも配信されている。

### その他
キャラグミン「ぷよぷよ!!」シリーズ
発売元はボークス。
りんご、アミティ、アルル
2012年6月30日発売。
カーバンクル
2012年7月17日発売。

ぷよぷよグミ シリーズ
発売元はライオン菓子。
ぷよぷよグミ
2012年9月24日発売。
ぷよぷよグミ（リニューアル）
2013年3月4日発売。上記のリニューアル版（黄色パッケージ）。
ぷよぷよクールグミ
2013年6月3日発売。期間限定発売。

ぷよじかんテレビ公式Tシャツ
2013年2月2日発売。発売元はセガストア。全6色。
iPhone用／Android用デザジャケット『ぷよぷよ』
2013年3月15日発売。発売元はデザエッグ。スマートフォンケース「デザジャケット」シリーズのひとつとして。
キャリングケース 『ぷよぷよ』
2013年4月26日発売。発売元はデザエッグ。
ぷよぷよ つままれストラップ
2013年9月19日発売。発売元はコスパ。アルルとカーバンクルの2種。
『ぷよぷよ』アクリルカラビナ
2013年9月19日発売。発売元はコスパ。アルルとみどりぷよの2種。

## 関連作品
ぱちんこCRぷよぷよ（パチンコ）
2017年12月4日よりサミーからリリースされたパチスロ機。グラフィック等は『20th』をベースとしている。